# Teratogen
Zasugerowano, aby zintegrować ten artykuł z artykułem teratogenność. Nie opisano powodu propozycji integracji.
Czynnik teratogenny a. teratogen (od teratos, potwór) – czynnik pochodzący ze środowiska zewnętrznego, działający na organizm w okresie jego rozwoju wewnątrzłonowego, wywołujący u niego odchylenia przekraczające granicę osobniczych zmienności fenotypu bądź defektów czynności metabolicznych, tj. wady wrodzone.
Wyróżnia się wśród nich czynniki:
- biologiczne:
  - infekcje wirusowe i bakteryjne
  - zaburzenia metaboliczne
- fizyczne
  - promieniowanie jonizujące
- chemiczne:
  - niektóre leki (np. talidomid, rybawiryna, leflunomid, niektóre cytostatyki – np. metotreksat)
  - niektóre witaminy w dużych dawkach, np. witamina A
  - związki chemiczne występujące w środowisku